# Hilde-Bigband
Die Hilde-Bigband war ein sinfonisches Blasorchester mit Gesang aus Kempten (Allgäu). Das Orchester ist Teil des Hildegardis-Gymnasiums Kempten gewesen und wurde von den Lehrkräften Tobias Berlinger und Hans Fehre geleitet. Zuletzt hatte die Hilde-Bigband 328 Mitglieder, deren Großteil Musiker waren. Die restlichen Mitglieder verteilten sich auf die HBB-Showtechnik und das Register Marketing. Die Hilde-Bigband zählte zu den größten Orchestern Deutschlands. Das Motto der Band lautete: „Musik begeistert – Musik verbindet“.

## Beschreibung
In der Hilde-Bigband musizierten Schüler, ehemalige Schüler, Eltern und Lehrer gemeinsam unter der Leitung von Wirtschafts- und Geographielehrer Tobias Berlinger. Der Stil war unkomplizierte Unterhaltungsmusik aus den Genres Musical, Evergreens, Rock, Dixie, Spiritual und Filmmusik. Die Mitglieder probten jährlich auf einer mehrtägigen Probenphase außerhalb des Gymnasiums. Der zwischenmenschliche Aspekt stand stets im Vordergrund und machte den Brückenschlag zwischen jungen und älteren Musikern möglich. Daneben existierte die Nachwuchsband der Hilde-Bigband, in der Schüler der Jahrgangsstufen 5–7 unter der Leitung von Musiklehrer Hans Fehre spielten.

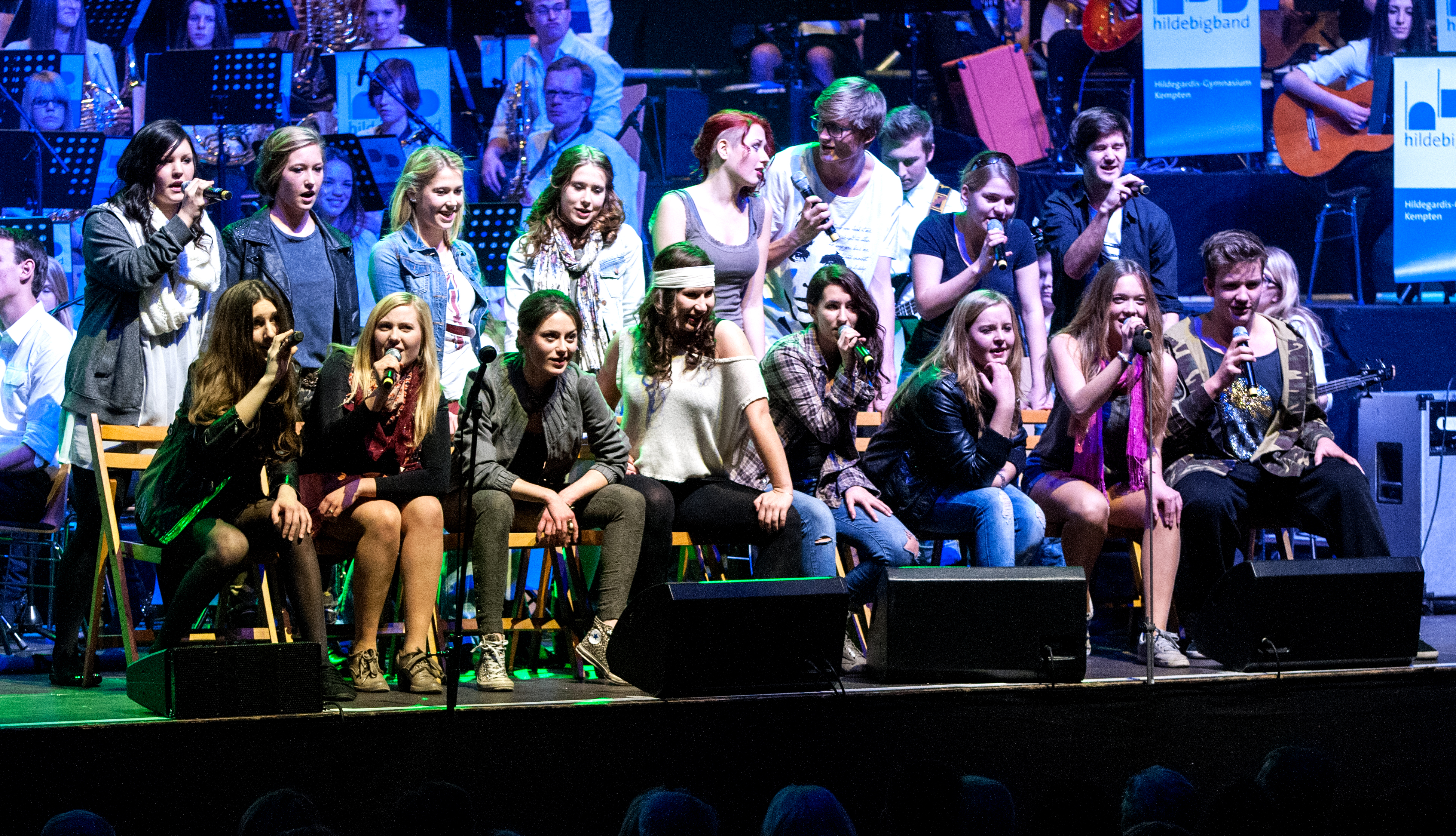
Gesangsregister der Hilde-Bigband

## Geschichte
Gegründet wurde die Hilde-Bigband im Jahr 2009 von Tobias Berlinger. Der Lehrer für Geographie und Wirtschaft hat bereits am Gregor-Mendel-Gymnasium Amberg eine ähnlich große Band geleitet. Am Hildegardis-Gymnasium waren es zunächst 130 Schüler, die er für das Projekt begeistern konnte. Nachdem die Zahl der Mitglieder schnell wuchs, wurden die ersten Konzerte gespielt und der Bekanntheitsgrad stieg.
Im Jahr 2011 führte die Stadt Kempten die Band in die französische Partnerstadt Quiberon, wo sie mehrere Konzerte gab.
Die bisher größten Konzerte fanden jeweils im Januar 2011 und 2013 statt, als die Hilde-Bigband in der Bigbox Allgäu, der größten Veranstaltungshalle der Region, vor 3000 Zuschauern spielte. Im Januar 2015 verbrachte die Bigband eine Woche in Wien, wo auch mehrere Konzerte gegeben wurden. Am 16. und 17. Januar 2016 trat die Hilde-Bigband im, mit insgesamt 1900 Konzertbesuchern besetzten, Musiktheater Füssen auf. Am 13. Januar 2018 trat die Band zum letzten Mal in der Bigbox Allgäu auf. Ihren letzten Auftritt hatte sie beim Stadtfest 2018 in Kempten.
Im Juli 2018 wurde die Band offiziell aufgelöst.

## Auszeichnungen
- 2011: Sold-Out Award der Bigbox Allgäu für ein ausverkauftes Konzert am 17. Januar 2011
- 2012: Kinder-Medien-Preis Der weiße Elefant vom Medien-Club München e. V. mit dem Musikvideo Fürstenfeld
- 2013: Sold-Out Award der Bigbox Allgäu für ein ausverkauftes Konzert am 12. Januar 2013
- 2015: Kinder-Medien-Preis Der weiße Elefant vom Medien-Club München e. V. mit dem Video Hilde-Bigband Live

## Konzerte
- 2010: Zwei ausverkaufte Konzerte am 19./20. Juli in der kultBOX der Bigbox Allgäu
- 2010: Grundsteinlegung des JUFA-Gästehauses in Kempten am 17. September
- 2010: Weihnachtskonzert im Forum Allgäu in Kempten am 27. November
- 2011: Ausverkauftes Konzert in der Bigbox Allgäu am 17. Januar
- 2011: Konzert im Archäologischen Park Cambodunum am 1. Mai
- 2011: Eröffnung der Schultheatertage im Stadttheater Kempten am 6. Juni
- 2011: Eröffnung des JUFA-Gästehauses in Kempten am 1. Oktober
- 2011: Konzertreise nach Quiberon, Frankreich vom 19. bis 24. Oktober
- 2013: Ausverkauftes Konzert in der Bigbox Allgäu am 12. Januar
- 2013: Konzert anlässlich des 15-jährigen Jubiläums des Allgäuer Medienzentrums
- 2015: Konzertreise nach Wien, Österreich vom 5. bis 10. Januar
- 2016: Zwei Konzerte im Musiktheater Füssen am 16. und 17. Januar
- 2018: Konzert in der Bigbox Allgäu am 13. Januar
- 2018: Konzert zum Auftakt des Stadtfestes in Kempten am 5. Juli